# Tableaux-mots
Les tableaux-mots sont une série de tableaux surréalistes réalisés par le peintre belge René Magritte à la fin des années 1920 et présentant des inscriptions en toutes lettres répondant ou non au reste de la représentation figurée. Interrogeant le rapport entre objets, mots et images, cette série comprend notamment La Trahison des images, chef-d'œuvre de Magritte affichant sous la représentation d'une pipe la déclaration « Ceci n'est pas une pipe ».

## Œuvres de la série
- L'Usage de la parole, 1927-1929.
- Le Monde perdu, 1928.
- Querelle des universaux, 1928.
- La Trahison des images, 1929.